# Van, aki forrón szereti
A Van, aki forrón szereti (eredeti cím: Some Like It Hot) 1959-ben bemutatott fekete-fehér amerikai filmvígjáték. Billy Wilder alkotása a műfaj egyik klasszikusa. A főszerepeket Marilyn Monroe, Tony Curtis és Jack Lemmon játssza.
A forgatókönyvet Wilder I. A. L. Diamonddal közösen Kurt Hoffmann Fanfaren der Liebe (A szerelem fanfárjai) című, 1951-es filmje alapján írta. A forgatás 1958 augusztusától november elejéig tartott. Bár a rendező már második alkalommal dolgozott Monroe-val, a forgatás a színésznővel nem volt zökkenőmentes.
Az első tesztvetítésen a fogadtatás lesújtó volt, de Wilder a stúdió kérése ellenére sem változtatott a filmen. A hivatalos bemutatóra 1959 márciusában került sor New Yorkban, ahol a  film jelentős szakmai és közönségsikert aratott.
A Van, aki forrón szeretit az Amerikai Filmakadémia hat kategóriában jelölte Oscar-díjra, amiből egyet el is nyert: Orry-Kelly mint a legjobb jelmeztervező vehette át a szobrocskát. 1989-ben az Egyesült Államok Nemzeti Filmmegőrzési Bizottsága beválasztotta a filmet a Nemzeti Filmarchívumba. Az Amerikai Filmintézet a filmet 2000-ben minden idők legjobb amerikai vígjátékának választotta, valamint a 100 legnagyobb amerikai filmje közé is besorolta.

## Cselekmény

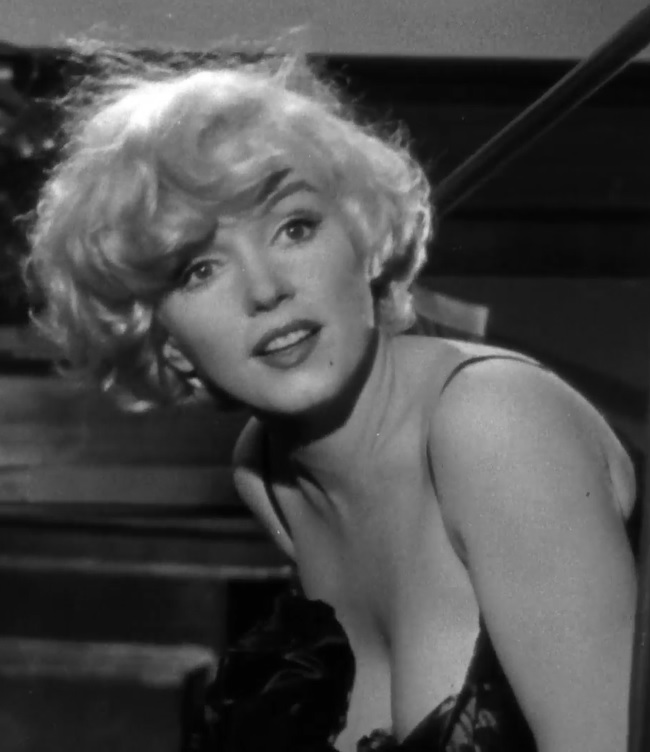
Virág (Marilyn Monroe)

1929 februárjában, a szesztilalom idején, Chicagóban Joe (Tony Curtis) és Jerry (Jack Lemmon) egy tiltott és titkos szórakozóhelyen – speakeasy – zenél, mely az egyik gengszter, Spats Colombo (George Raft) fennhatósága alá tartozik. A rendőrség egy besúgó, Foghegy Charlie (George E. Stone) információja alapján rendez razziát a lebujban. A két zenésznek sikerül a helyszínről észrevétlenül eltűnnie. Utolsó dollárjaikat lóversenyre költik, de veszítenek. Próbálnak munkát találni, ám mindenhol elutasítják őket. Bár az egyik zenekar floridai turnéra indul, és éppen egy szaxofonost és egy nagybőgőst keres, de sajnos nőket. Alkalmi munka reményében végül vidékre akarnak utazni egyik ismerősük automobiljával, de a garázsban éppen szemtanúi lesznek annak, hogy Colombo és emberei géppisztollyal szitává lövik Foghegy Charlie-t és társait. A gengszterek meglátják őket, de sikerül egérutat nyerniük. Tudják, hogy nyakukban üldözőikkel egyetlen lehetőségük a menekülés. Ezért úgy döntenek, hogy jelentkeznek a Floridába tartó női zenekarba: Joe Josephine-ként, Jerry pedig Daphne-ként. Maguk is meglepődnek, amikor azonnal felvételt nyernek. A tervük az, hogy Floridából külföldre szöknek üldözőik elől. Vonattal indulnak az enyhe klímájú tengerpart felé. Egy hálókocsiban kell tölteniük az éjszakákat a zenekar tucatnyi lánytagjával, akik hamar bizalmukba fogadják az új „lányokat”. A csapat énekesnője, Virág (Marilyn Monroe) egy igazi bombázó, aki mindkét nőimitátornak nagyon megtetszik. Joe lányként Virág bizalmába férkőzik, és megtudja, milyen az álmai udvarlója: Virág milliomos fiatal szemüveges férfit akar fogni magának Floridában. Joe ezért megérkezésük után milliomos playboynak adja ki magát – úgy öltözik és viselkedik, ahogyan Virág korábban megvallotta neki – és „megismerkedik” Virággal. Jerrynek eközben egy lelkes öreg milliomos, III. Osgood Fielding (Joe E. Brown) udvarol, akit képtelen levakarni magáról. Egyik este, miközben Jerry Osgooddal tangózik egy mulatóbann, Joe a Shell olajcég örökösének adva ki magát, Osgood jachtjára csábítja Virágot, aki beleszeret újdonsült lovagjába. Joe napközben Josephine-t alakítja, akit egy  szállodai boy ostromol, könnyed futó kaland reményében.
Pár nappal később felbukkan a chicagói gengszterbanda; az operarajongók találkozójára jöttek. Colombo és emberei felfedezik a két nőben a régóta keresett szemtanúkat. Üldözőbe veszik őket, de a két barát eltűnik a szemük elől, és a rendezvényteremben köt ki, ahol az asztal alá bújnak. Mint kiderül, a gengszterek itt tartják éves közgyűlésüket, ahova Colombo és emberei is hivatalosak. A gengsztervezér beszéde után Colombót születésnapja alkalmából egy hatalmas tortával köszöntik fel. A tortából egy gengszter ugrik ki, aki agyonlövi chicagói üldözőiket. A két fiú a lövések után kimenekül a teremből, de most már mindenki őket üldözi. Joe női ruhában búcsúzóul megcsókolja Virágot, akiben csak most tudatosul, hogy ki is valójában a szeretett férfi. Joe és Jerry a kikötőbe rohan, ahol Osgood várja őket a csónakjával. Virág is utánuk szalad, és utoléri a többieket, akik Osgood csónakján menekülnek. Virág megvallja Joe-nak, nem számít, hogy csak egy csóró dzsesszzenész, ő így is szeretni fogja. Osgood pedig megkéri Daphne kezét, aki azt mondja, hogy nem mehet hozzá Osgoodhoz, mert ő valójában férfi. Osgood erre csak annyit felel, hogy „Senki sem tökéletes”.

## Szereplők
| Színész                   | Szereplő                 | Magyar hang            | Magyar hang            | Magyar hang            |
| Színész                   | Szereplő                 | 1. szereposztás (1970) | 2. szereposztás (1996) | 3. szereposztás (2007) |
| ------------------------- | ------------------------ | ---------------------- | ---------------------- | ---------------------- |
| Marilyn Monroe            | „Vad Virág” Kowalczyk    | Váradi Hédi            | ?                      | Hámori Eszter          |
| Tony Curtis               | Joe / Josephine / Junior | Sztankay István        | ?                      | Tarján Péter           |
| Jack Lemmon               | Jerry / Daphne           | Bodrogi Gyula          | Harsányi Gábor         | Vári Attila            |
| George Raft               | Spats Colombo            | Somogyvári Rudolf      | ?                      | Lélek Sándor-Tibor     |
| Pat O'Brien               | Mulligan felügyelő       | Buss Gyula             | ?                      | Barbinek Péter         |
| Joe E. Brown              | III. Osgood E. Fielding  | Zenthe Ferenc          | ?                      | ?                      |
| Nehemiah Persoff          | Kis Bonaparte            | Molnár Tibor           | ?                      | ?                      |
| Joan Shawlee              | Szirup Susan             | Dallos Szilvia         | ?                      | Sáfár Anikó            |
| Billy Gray                | Sig Poliakoff            | Szatmári István        | ?                      | ?                      |
| George E. Stone           | Foghegy Charlie          | Gera Zoltán            | ?                      | Szabó Barna            |
| Dave Barry                | Beinstock                | Csákányi László        | ?                      | Dobos Imre             |
| Edward G. Robinson Jr.    | Johnny Paradise          | Juhász Jácint          | ?                      | ?                      |
| Al Breneman               | londiner                 | Harsányi Gábor         | ?                      | Ferenczi András        |
| Joe Gray                  | Gengszter a banketten    | Raksányi Gellért       | ?                      | Bolla Róbert           |
| Beverly Wills             | Dolores                  | ?                      | ?                      | ?                      |
| Barbara Drew              | Nellie                   | ?                      | ?                      | ?                      |
| Mike Mazurki Harry Wilson | Spats gorillái           | ?                      | ?                      | ?                      |

## Háttér

### A forgatókönyv

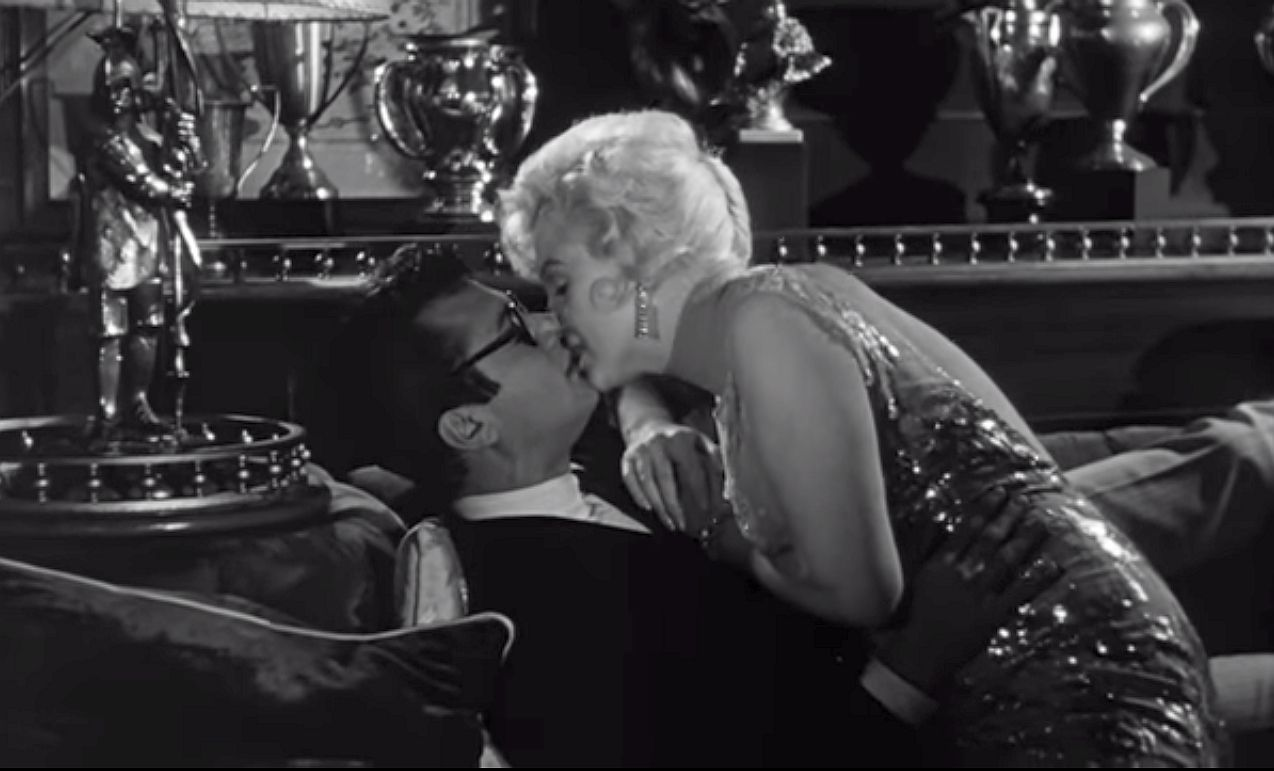
Joe és Virág (Tony Curtis és Marilyn Monroe)

A filmet Kurt Hoffmann Fanfaren der Liebe (1951) című filmje ihlette, amely két munkanélküli zenész férfiról szól, akik nőnek öltözve egy női zenekar tagjaiként próbálnak boldogulni. A forgatókönyvet Wilder I. A. L. Diamonddal együtt írta, aki második alkalommal volt társírója. Robert Thoeren és Michael Logan történetének alapötletét meghagyták, de a cselekményt az 1920-as évek gengszterkorszakába, az amerikai szesztilalom idejére helyezték, és egy bűnügyi szállal is bővítették. A gengszterek gyilkossági jelenetéhez valós bűneset – az 1929. február 14-én Chicagóban történt Valentin-napi mészárlás – szolgált alapul. Egy alkalommal David O. Selznick érdeklődött Wilder filmterveiről, aki felvázolta a Van, aki forrón szereti ötletét. Selznick óvta Wildert attól, hogy a vért és a humort keverje, mert az rosszul fog elsülni, de ő csak annyit mondott: „Nos, én azért megpróbálom”. A forgatókönyv első változata néhány hónap alatt, 1958 tavaszára elkészült, de Wilder és Diamond még a forgatás alatt is folyamatosan dolgozott a szövegen. Főként apróbb változások történtek, párbeszédeket írtak át és korrigáltak, néhány jelenet rövidebb, illetve hosszabb lett, de a szöveg nagy részén nem változtattak.
A szerzők az 1930-as évekbeli gengszterfilmek előtt tisztelegtek a forgatókönyv finom poénjaival. A „Kis Bonaparte” nevű gengsztervezér figurájának ötlete A kis cézár (1931) című filmből jött. Az egyik jelenetben Spats Colombo elkap egy pénzérmét, amit egy másik gengszter dobott fel: ez a Colombót alakító színész, George Raft saját korábbi szerepének paródiája A sebhelyes arcú (1932) című filmből. Egy másik jelenetben egy grépfrútot akar az egyik bérence arcába vágni, mely James Cagney híres jelenete A közellenségből (1931).
A film munkacíme Fanfare of Love és Not tonight Josephine volt, az utóbbi utalás Napóleonra és hitvesére, Josephine-re. A Some Like It Hot cím Wilder ötlete volt, de a Paramount Pictures már készített egy filmet ilyen címmel 1939-ben. Később a film forgalmazója, a Music Corporation of America (MCA) engedélyt adott a United Artistsnek a cím használatára.

### A színészek

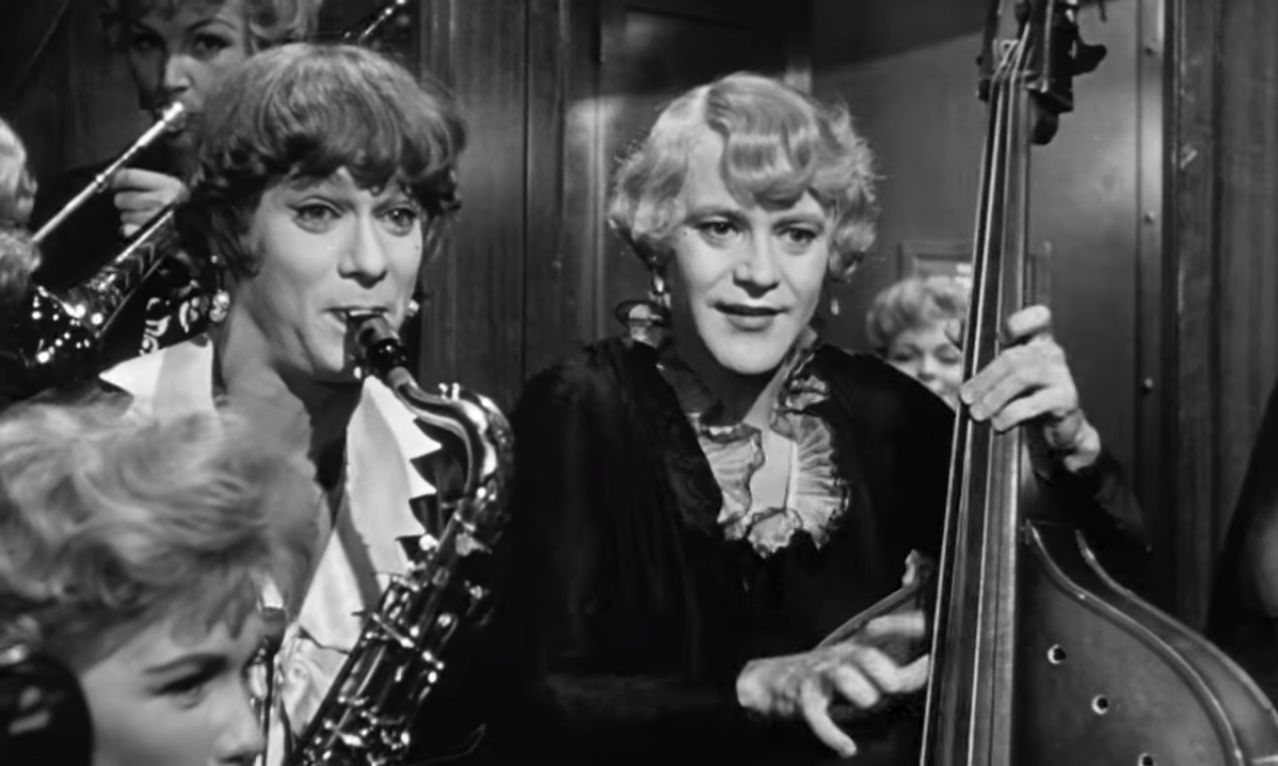
A női zenekarban (Tony Curtis és Jack Lemmon)

A lehetséges szereplők keresése már a forgatókönyv írása idején elkezdődött. Wilder legkorábban Tony Curtisszel állapodott meg, annak ellenére, hogy Curtisnek a Columbia Picturesszel volt szerződése. A United Artists azonban jelezte, hogy Curtis mellé mindenképpen kell egy sztárt szerződtetni a filmhez. A rendező Frank Sinatrát szerette volna felkérni, de a megbeszélt találkozó elmaradt, és a színész egy másik filmet vállalt el. Wilder visszatekintve úgy vélte, hogy Sinatra abszurd lett volna erre a szerepre. Egy másik elképzelés szerint Danny Kaye és Bob Hope alakította volna Joe-t és Jerry-t. Anthony Perkins és Jerry Lewis neve is felmerült Jerry figurájának megformálására. Lewis azért nem vállalta, mert nem akart női ruhát viselni. A rendező eredetileg Virág szerepére Mitzi Gaynort szemelte ki, de mikor megtudta, hogy Monroe szívesen dolgozna újra vele, akkor mellette döntött. Barbara Leaming Monroe-ról írt életrajzi regényében árnyalja ezt a képet: állítása szerint Monroe utálta a szerepet és neheztelt Wilderre, mert megint egy buta szőkét kellett játszania. Lemmon az Operation Mad Ball (1957) című vígjátékbeli alakításával tűnt fel a rendezőnek, úgy vélte, hogy alkalmas volna Jerry szerepére. Wilder találkozott Lemmonnal, felvázolta neki a történetet és megkérdezte, hogy játszana-e a filmben. Lemmon szinte azonnal igent mondott, mert Wilder neve garanciát jelentett számára. Wilder elküldte a forgatókönyv egy részét Lemmonnak, aki a legjobb hatvan oldalnak tartotta, amit valaha is olvasott. Mivel Monroe aláírta a szerződést, nem volt akadálya, hogy két kevésbé ismert színész (Lemmon és Curtis) szerepeljen a filmben. Ez Lemmon számára meghozta az áttörést, és egyike volt legemlékezetesebb alakításainak. Wilder első alkalommal dolgozott együtt Lemmonnal, a közös munkát még további hat film követte. Monroe és Curtis viszont nem dolgozott többet a rendezővel.
Osgood szerepére Wilder az idős kabarészínészt, Joe E. Brownt választotta, akivel egy baseball-meccsen találkozott. A színész az utóbbi időben már csak kisebb szerepeket kapott, a Van, aki forrón szereti idős udvarlója volt az utolsó, de talán legemlékezetesebb szerepe. A mellékszerepekre többek között George Raftot, Pat O’Brient és George E. Stone-t kérte fel, mindannyian az 1930-as és az 1940-es évek gengszterfilmjeinek ismert színészei voltak. Wilder szerette volna, ha Edward G. Robinson is játszik a filmben. A rendező elképzelése az volt, hogy Robinson és Raft közös jelenetekben szerepel. Ezek egyike lett volna az, amelyikben Raft elkapja a feldobott pénzérmét. Robinson azonban – egy korábbi konfliktusuk miatt – nem vállalta a közös munkát a színésszel. Helyette Robinson fia, Edward G. Robinson Jr. alakította Johnny Paradise figuráját, akinek Rafttal két közös jelenete volt. Az egyikben a Paradise által feldobott érmét kapja el Colombo (Raft), a másikban a tortából kiugorva öli meg Colombót és embereit.

### A forgatás

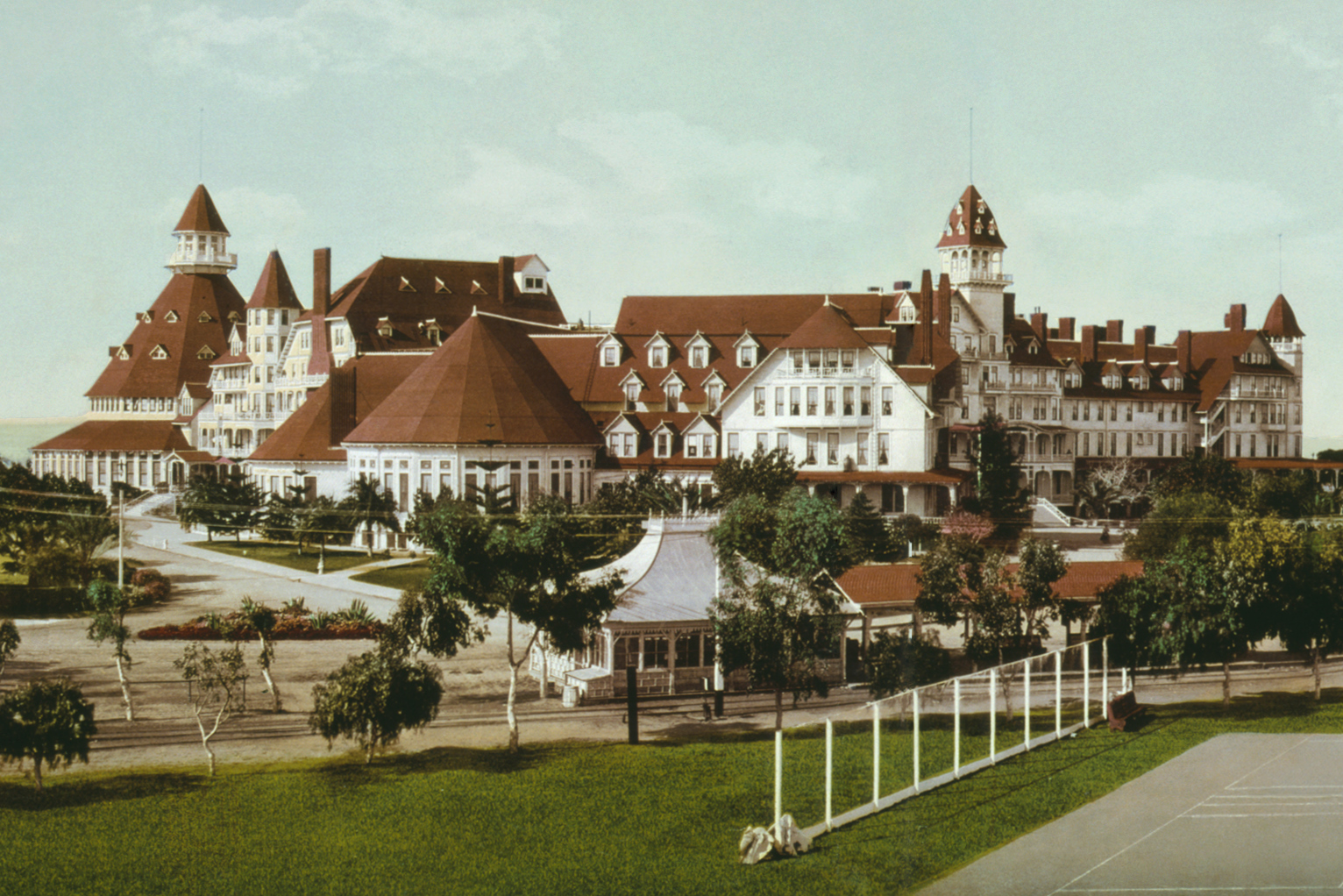
A Hotel del Coronado

A filmet 1958 augusztusától november elejéig forgatták. A filmet Charles Lang fényképezte, a vágásért Arthur P. Schmidt felelt, korábban mindketten dolgoztak már együtt Wilderrel. Az Oscar-díjas jelmezeket Orry-Kelly tervezte. Az első jeleneteket a Goldwyn Studios-ban vették fel, a forgatás fő helyszíne azonban a Hotel del Coronado és környéke volt a kaliforniai Coronadóban, ahol a Floridában játszódó jeleneteket forgatták. Itt még augusztusban kezdtek el forgatni és egészen október elejéig zajlott a munka. A szálloda területén csak külső felvételeket rögzítettek, magában a szállodában nem forgattak. A szállodabelső mégis olyan hitelesen lett ábrázolva, hogy többen azt hitték, hogy a felvételek ott készültek. A hátralévő jelenetek rögzítéséhez a stáb visszatért a Goldwyn Studios-ba.

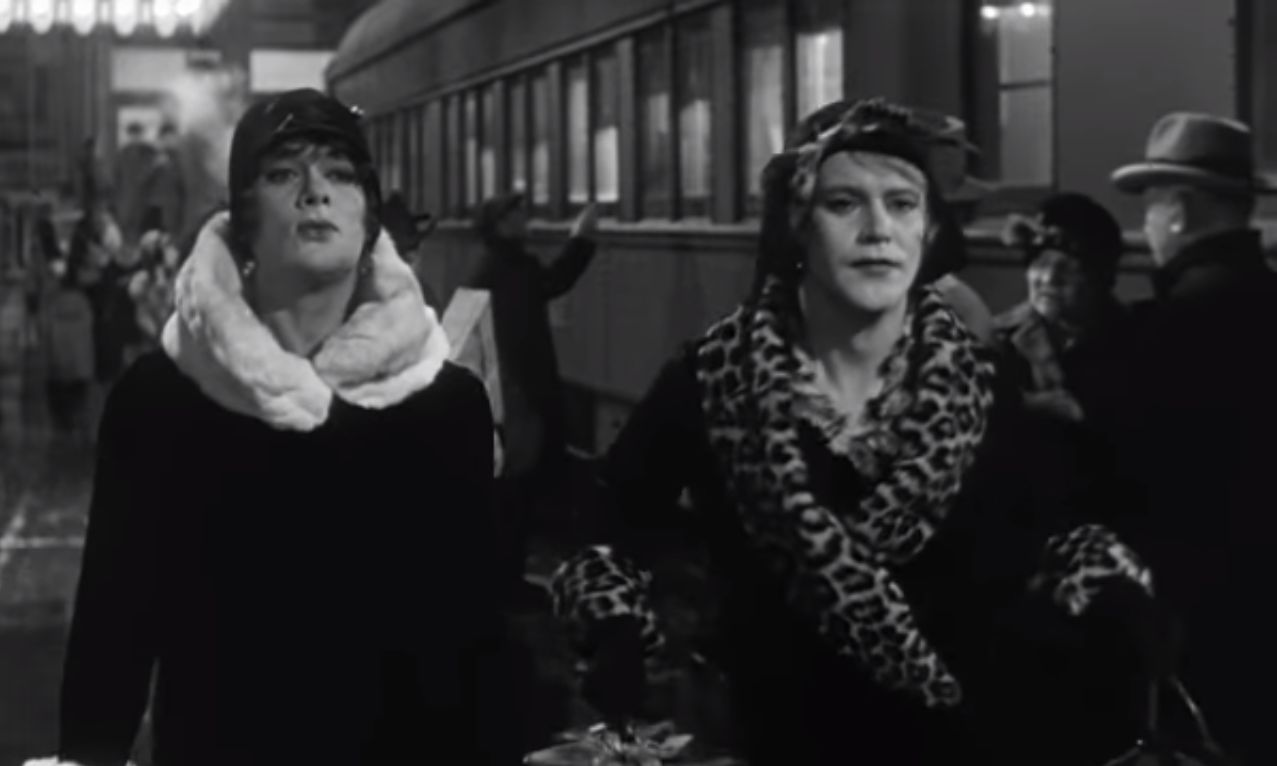
Nőnek öltözve (Tony Curtis és Jack Lemmon)

Monroe a filmet színesben akarta leforgatni (a szerződése miatt, amely erre kötelezte), de a felvételek során kiderült, hogy Lemmon és Curtis arca a felvételeken a sminktől zöldes árnyalatú lett. Wilder meggyőzte, hogy forgassanak fekete-fehérben, ami így a kor hangulatát is hitelesebben tükrözi vissza. Wilder Németországból hívott egy világhírű nőimitátort, hogy segítsen Lemmonnak és Curtisnek a női karakterek megformálásban, hogy megtanítsa, hogyan kell magas sarkú cipőben járni, vagy miképp tartsák a kezüket. Lemmon elutasította a segítséget, mert nem akart megtanulni olyan szépen járni, mint egy nő. A nőimitátor szerint Curtisszel lehetett dolgozni, de Lemmont lehetetlen alaknak tartotta. A két színész kipróbálandó az új „külsőjüket”, bementek a női mosdóba sminkelni. Lemmon elmondása szerint több nő is megfordult ott, de senki nem vette észre, hogy ők valójában férfiak. Még Wilder is megdöbbent az eredményen, amikor a két színész elmesélte, mi történt. A mosdóbeli látogatás a film egyik jelenetének ötletéül is szolgált. Míg Lemmon hamar felszabadultan viselkedett női ruhában, addig Curtis kényelmetlenül érezte magát, de a filmvásznon ebből szinte semmit sem lehet érezni. Lemmon alakításával nagyon elégedett volt a rendező, és személyét tökéletes választásnak tartotta a szerepre. A Virágnak udvaroló ifjú milliomos figurájának megformálásakor Tony Curtis Cary Grant akcentusát parodizálta, akinek később megmutatták a jelenetet, de ő azt mondta: „sosem beszéltem így”.
Az utolsó jelenetben Monroe és Curtis a csónak hátsó ülésén ülnek, a későbbi kockákon azonban már jól láthatóan nincsenek ott. A „bakit” a kényszer szülte: Monroe egyszerűen elérhetetlen volt a jelenet forgatásakor. Diamond felesége, Barbara szerint „a jelenet sokkal jobb, hogy csak Osgood és Daphne szerepel benne”. A film utolsó, azóta már szállóigévé vált sora – „Senki sem tökéletes” – valójában csupán jobb ötlet híján lett a film befejező mondata. Monroe és Raft egy másik befejezést javasolt Wildernek, amelyben Virág és Spats tangóztak volna a naplementében, s bár az ötlet tetszett a rendezőnek, végül mégis Osgood és Daphne jelenete mellett döntött.

### Marilyn
Wilder már dolgozott együtt Monroe-val a Hétévi vágyakozás (1955) című film készítésekor. A Van, aki forrón szereti forgatásán azonban nehezebben ment a munka a színésznővel, mint korábban. Monroe megbízhatatlansága és hangulatváltozásai megnehezítették a stáb munkáját: a színésznő néha órákat késett, és volt, hogy egyszerűen nem akart kijönni az öltözőből, amíg nem érezte érzelmileg felkészültnek magát a forgatásra. Teljesítménye hullámzó volt, olykor a munka gördülékenyen haladt, és Monroe csodálatos alakítást nyújtott, majd napokig „nem működött”. Wilder így emlékszik vissza: „Volt hogy három napig tartott valami, amire egy óra is elég lett volna, mert Marilyn minden egyes rosszul sikerült felvételnél sírva fakadt és új sminket kellett neki csinálni.” Férje, Arthur Miller drámaíró több alkalommal is meglátogatta Monroe-t a forgatáson, hogy a lelkileg kizökkent színésznőt segítse.
Monroe állandó kísérője és asszisztense, Paula Strasberg nagy befolyással volt a színésznőre. Mindig Monroe mellett tartózkodott a forgatáson, még akkor is, amikor Wilderrel egyeztetett. Monroe egy-egy jelenet leforgatása után kikérte Strasberg véleményét, és ha nem tetszett neki, akkor újravetette a jelenetet. Strasberg már a forgatás elején összetűzésbe keveredett emiatt a rendezővel. A forgatást tovább nehezítette, hogy Monroe nehezen boldogult a szöveggel, néha két-három oldalnyi szövegeket gond nélkül le tudtak forgatni, máskor egyetlen sor miatt kellett egy-egy jelenetet miatta újra és újra felvenni: volt olyan, melyet 83-szor (!). Lemmon és Curtis már fogadásokat kötött, hogy hányszor kell majd újravenni a jelenetet Monroe miatt. Külön forgatókönyv-kivonat is készült Monroe számára, hogy segítsék a szöveg memorizálásában. A forgatás során azonban Wilder belefáradt abba, hogy Monroe képtelen volt megjegyezni a szerepét. A szövegeket a díszlet egy-egy kevésbé feltűnő pontján helyezte el, hogy onnan olvashassa őket. Ez különösképp észrevehető abban a jelenetben, ahol a hotelszobából telefonon beszél Curtisszel és közben folyamatosan mozgatja a szemét, ahogy a kamera mögött elhelyezett tábláról olvassa a szövegét. Egyik alkalommal a „Hol a Bourbon?” mondattal gyűlt meg a baja, 68-ikra sem tudta helyesen elmondani. Mikor Wilder szólni akart, Monroe a szavába vágott: „Ne szólj hozzám, elfelejtem, hogyan akarok játszani.” Wilder feladta a próbálkozást és végül szinkronizálta a jelenetet.
A forgatás mindezek ellenére alapvetően gond nélkül haladt, ám szeptemberben egy incidens zavarta meg. Monroe a férjével folytatott egyik telefonbeszélgetést követően sok altatót vett be. Rosszul lett, kórházba kellett szállítani. Férje azonnal a helyszínre utazott. Wilder Millertől tudta meg, hogy Monroe terhes. Miller arra kérte a rendezőt, hogy ha lehet, legyenek rövidebbek a forgatási napok Monroe állapotára tekintettel. Wilder nem értette, mire akar Miller kilyukadni, a forgatások minden nap kilenckor kezdődtek, de Monroe sosem jelent meg 11 előtt. A rendező azt mondta, hogy amennyivel korábban kezd ennél a színésznő, annál korábban fejezheti be a napot. A forgatás Coronadóban a színésznő állapotára tekintettel három napig állt, szeptember végén kezdődött újra és rendben fejeződött be október első hetében. Monroe terhessége miatt Sandra Warren volt a testdublőre több forgatási fotón és a film plakátjain is. Curtis 2009-ben megjelent könyvében azt állítja, hogy a forgatás alatt viszonya volt Monroe-val, és a színésznő nem a férjétől, hanem tőle várt gyermeket. A színésznő még októberben számolt be terhességéről Curtisnek. Állítólag ezen a beszélgetésen jelen volt Miller is, aki képtelen volt elfogadni, hogy Monroe nem az ő gyermekét várja. Monroe azonban még decemberben elvetélt, viszonya Curtisszel a forgatás befejeztével ért véget. Kapcsolatuk nem volt előzmény nélküli: Curtis már korábban is beismerte, hogy 1950-ben viszonya volt Monroe-val, akivel egészen 1958-ig nem is találkozott újra.

## Filmzene
A film zenéjét Adolph Deutsch szerezte. A filmben elhangzó dalok közül többet Marilyn Monroe énekelt, köztük a híressé vált I Wanna Be Loved by You-t.
- Runnin' Wild (A.H. Gibbs, Joe Grey, Leo Wood) Előadja: Marilyn Monroe
- Sugar Blues (Clyde McCoy)
- Down Among The Sheltering Palms (A.H. Gibbs, Joe Grey, Leo Wood)
- Randolph Street Rag (Adolph Deutsch)
- I Wanna Be Loved By You (Bert Kalmar, Herbert Wood, Harry Ruby) Előadja: Marilyn Monroe
- Park Avenue Fantasy (Stairway To The Stars) (Matty Malneck, Frank Signorelli)
- I'm Through With Love (Gus Kahn, Matty Malneck, Jay Livingston) Előadja: Marilyn Monroe
- Sweet Georgia Brown (Ben Bernie, Maceo Pinkard, Kenneth Casey)
- By the Beautiful Sea (Harry Carroll, Harold Atteridge)
- Some Like It Hot (Matty Malneck és I. A. L. Diamond)
- La Cumparsita (Gerardo Matos Rodríguez)

## Fogadtatás
A Pacific Palisades-beli Bay Theatre-ben tartott első tesztvetítés kiábrándító volt, a közönség egyáltalán nem tartotta mulatságosnak a filmet. A stúdió arra kérte Wildert, hogy vágjon újra egyes jeleneteket, de Wilder ezt megtagadta. Úgy vélte, hogy ez egy mulatságos film, és nem szabad bepánikolni az első reakciók miatt. A következő tesztvetítés a Los Angeles-i Westwoodban volt, ahol a filmet a közönség nagyon lelkesen fogadta.
A bemutatót 1959. március 29-én New Yorkban tartották. A film nagy közönségsiker lett – csak az Egyesült Államokban 25 millió dollár árbevételt ért el –, és minden idők egyik legnagyobb nézőszámot elérő vígjátékává vált. A rendező egy interjúban visszatekintve így nyilatkozott: „A Van, aki forrón szereti sikerét biztosan az erőszak és a komikum keveredése okozta. Csináltam jobb filmeket is, de egyik sem tölt el akkora elégedettséggel, mint a Van, aki forrón szereti. Ez minden tíz-tizenöt évben egyszer sikerülhet csak: tömve vannak a mozik, és az emberek dőlnek a röhögéstől. Éreztem, hogy sikerült.”

### Kritikai visszhang
A korabeli kritikák vegyesek, de többségükben pozitívak voltak. A The Hollywood Reporter nyaktörő és hasizmot megdolgoztató mozifilmként jellemezte. A Los Angeles Times azt írta, hogy „A Van, aki forrón szereti, nem olyan forró, mint azt várnád”. A szerző szerint nem igazán lehet eldönteni, milyen vígjátékról is van szó. Bosszúságát fejezte ki Curtis Cary Grant paródiája miatt is. A Variety szerint Wilder és Diamond forgatókönyvében egymást érik a poénok, és végig lendületben tartják a filmet. Elismerően írnak a fő és mellékszereplők alakításairól, amelyek Wilder rendezésével együtt teszik ellenállhatatlanná a Van, aki forrón szeretit, mely az „utóbbi idők talán legmulatságosabb filmje”. A The New York Timesban A. H. Weiler méltatta a rendező munkáját, aki a soványka kerettörténet ellenére pörgős és vicces filmet készített.
„Wilder 1959-es vígjátéka a mozi egyik örök kincse” – vélte Roger Ebert a Chicago Sun-Timesban 2000-ben megjelent kritikájában. Szerinte a szerzőpáros által „shakespeare-ien” megírt komédiában a színészek nagyszerű alakítást nyújtottak, és a forgatás nehézségei egyáltalán nem érződnek a filmen.
A Filmvilág című filmművészeti folyóiratban 1981-ben elismerő kritika jelent meg: „Lám, Billy Wilder is még a „retro” kibontakozó divatja előtt visszanyúlt a „jó öreg Amerika” világához, az 1920-as évekhez, a szesztilalom (és szeszcsempészet), a géppisztolyok hangjától zajos gengsztervilág korához. […] Persze, az ő stílusára jellemző humoros, fanyar szemlélettel. Sőt, még ezen is túlmenően, a régi vaudeville hagyományokra, helyzetkomikumra, fejtetőre állított szituációkra, női ruhában szaladgáló férfiakra építi fel filmjét. Mindez ellenállhatatlanul mulatságos, amiben oroszlánrészük van a színészeknek, a fénykorát élő Jack Lemmonnak, az ezúttal vígan komédiázó Marilyn Monroe-nak, Tony Curtisnek és George Raftnak.” – írja Karcsai Kulcsár István.

## A film hatása
Bár nem ez volt az első vígjáték, amelyben a szereplők az ellenkező nem ruháit öltik magukra, mégis számos filmben idéződnek vissza a Van, aki forrón szereti motívumai, ezek közül az ismertebbek: Sydney Pollack Aranyoskám (1982) című filmjében a főszereplő Dustin Hoffman munkanélküli színészt alakított, aki nőként próbált munkát találni, a Mrs. Doubtfire – Apa csak egy van (1993) című vígjátékban pedig Robin Williams öltözött idős nőnek, hogy elvált szülőként a gyermekei közelében maradhasson. Mindkét filmben a nőként megjelenő főszereplő életét egy férfi udvarló megjelenése is bonyolítja. Eric Idle és Robbie Coltrane magukat apácának kiadva egy zárdában próbálnak elbújni az őket üldöző gengszterek elől Jonathan Lynn Apócák a pácban (1990) című komédiájában. Akad példa arra is, hogy nő kényszerül férfi szerepbe: Blake Edwards Viktor, Viktória (1982) című alkotásában Julie Andrews állástalan énekesnőt alakít, aki férfinak adja ki magát, hogy nőimitátorként munkát vállalhasson.
A Van, aki forrón szeretinek két remake-je is készült: az elsőt – a Rafoo Chakkart (1975) – Narendra Bedi indiai filmrendező forgatta, a másikat Antonis Tempos rendezte Alles ton protimoun gouli (1986) címmel. Klasszikussá vált a film befejező sora is. Filmcímként és párbeszédekben is találkozhatunk Osgood híres mondatával, mint például A függetlenség napja (1996) egyik jelenetében, ahol az egyik szereplő magyarázkodva mondja, hogy „Én nem vagyok zsidó”, erre reagálva hangzik el a jól ismert mondat: „Senki sem lehet tökéletes”.
A film szolgált alapul a Sugar című musicalhez is, melyet Peter Stone írt. A dalszövegeket Bob Merrill írta, a zenéjét pedig Jule Styne komponálta. A darabot, amelyet Gower Champion rendezett, 1972 áprilisában mutatták be a Broadwayn, Elaine Joyce (Sugar Kane), Robert Morse (Jerry), Tony Roberts (Joe) és Cyril Ritchard (Osgood Fielding, Jr.) főszereplésével. Tony Curtis 2001-ben a darab új változatában Osgoodot alakította.

## Díjak és jelölések
- Oscar-díj (1960)
  - díj: Orry-Kelly (legjobb jelmeztervezés)
  - jelölés: Billy Wilder (legjobb rendezés)
  - jelölés: Billy Wilder, I.A.L. Diamond (legjobb adaptált forgatókönyv)
  - jelölés: Jack Lemmon (legjobb férfi főszereplő)
  - jelölés: Charles Lang (legjobb operatőr)
  - jelölés: Ted Haworth, Edward G. Boyle (legjobb látványterv)
- Golden Globe-díj (1960)
  - díj: legjobb komédia vagy musical
  - díj: Jack Lemmon (legjobb férfi színész – komédia vagy musical)
  - díj: Marilyn Monroe (legjobb színésznő – komédia vagy musical)
- BAFTA-díj (1960)
  - díj: Jack Lemmon (legjobb külföldi színész)
  - jelölés: legjobb film
- Directors Guild of America (1960)
  - jelölés: Billy Wilder (legjobb rendezés)
- Writers Guild of America (1960)
  - díj: Billy Wilder, I.A.L. Diamond (legjobb forgatókönyv)
- Grammy-díj (1959)
  - jelölés: legjobb filmzenei album
- Laurel-díj (1960)
  - 2. hely: Marilyn Monroe (Arany Laurel – legjobb komikus színésznő)
  - 2. hely: Jack Lemmon (Arany Laurel – legjobb komikus színész)
  - 3. hely: Arany Laurel – legjobb komédia
- PGA Awards (2000)
  - díj: Billy Wilder (PGA Hall of Fame – Motion Picture)